# Criquebeuf-sur-Seine
Pour les articles homonymes, voir Criquebeuf.
Criquebeuf-sur-Seine est une commune française située dans le département de l'Eure en région Normandie.

## Géographie

### Localisation
La commune est située en limite de la rive gauche de la Seine.
|        | Freneuse (Seine-Maritime), Sotteville-sous-le-Val (Seine-Maritime) | Igoville        |
| Martot | Criquebeuf-sur-Seine                                               | Pont-de-l'Arche |
|        | Terres de Bord (comm. dél. de Tostes)                              |                 |

### Hydrographie
La commune est située dans le bassin Seine-Normandie. Elle est drainée par l'Eure, la Seine, le fossé 01 de la commune de Criqueboeuf-sur-Seine et le Val Asselin,,.
L'Eure, un canal, chenal et cours d'eau naturel non navigable d'une longueur de 229 km, prend sa source dans la commune de Longny les Villages et se jette  dans la Seine à Saint-Pierre-lès-Elbeuf, après avoir traversé 91 communes.

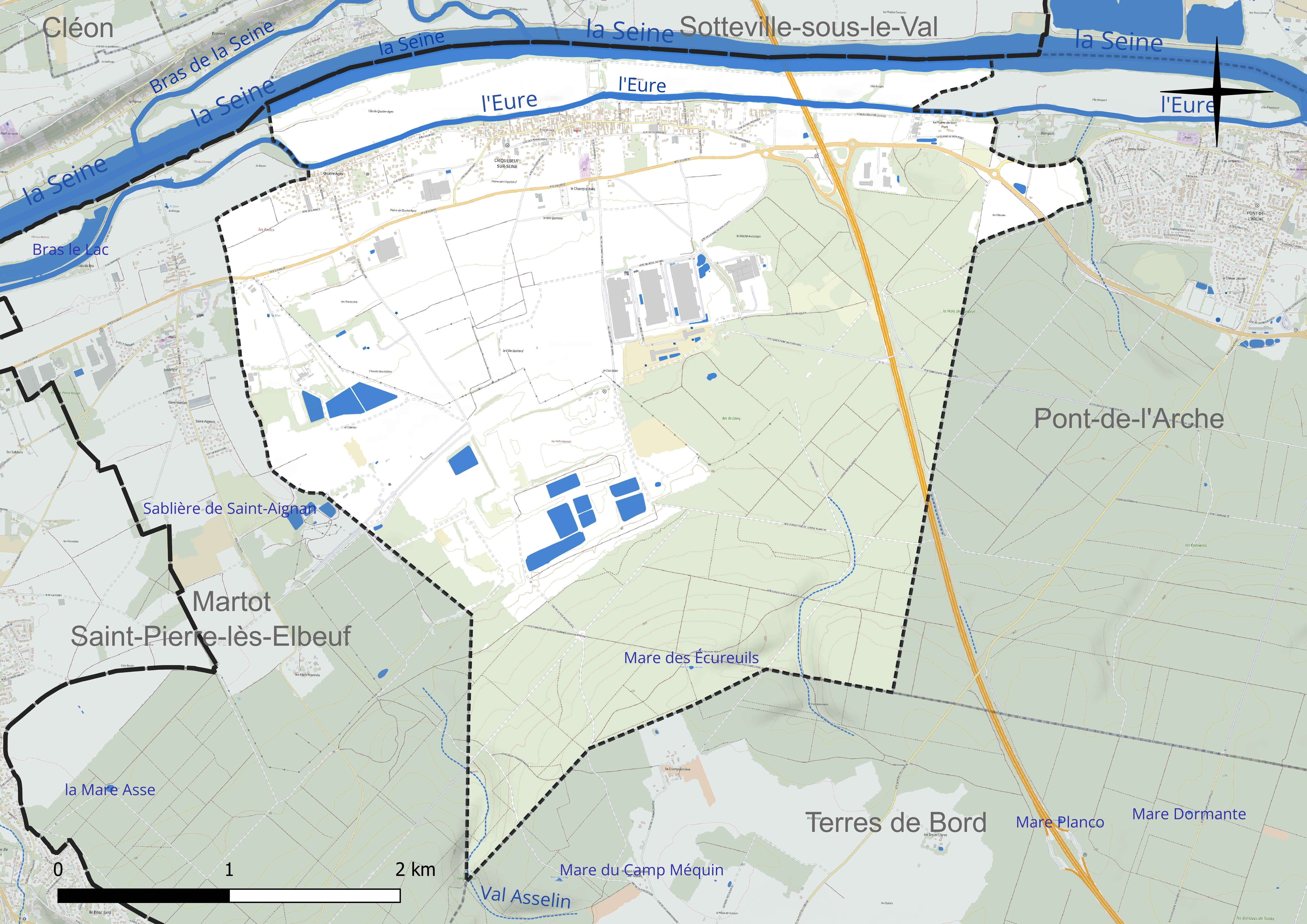
Réseau hydrographique de Criquebeuf-sur-Seine.

Un plan d'eau complète le réseau hydrographique : la mare des écureuils (0 ha),.

### Climat
Pour des articles plus généraux, voir Climat de la Normandie et Climat de l'Eure.
En 2010, le climat de la commune est de type climat océanique dégradé des plaines du Centre et du Nord, selon une étude du CNRS s'appuyant sur une série de données couvrant la période 1971-2000. En 2020, Météo-France publie une typologie des climats de la France métropolitaine dans laquelle la commune est exposée à un climat océanique et est dans la région climatique  Côtes de la Manche orientale, caractérisée par un faible ensoleillement (1 550 h/an) ; forte humidité de l’air (plus de 20 h/jour avec humidité relative > 80 % en hiver), vents forts fréquents. Parallèlement le GIEC normand, un groupe régional d’experts sur le climat, différencie quant à lui, dans une étude de 2020, trois grands types de climats pour la région Normandie, nuancés à une échelle plus fine par les facteurs géographiques locaux. La commune est, selon ce zonage, exposée à un « climat des plateaux abrités », correspondant aux plaines agricoles de l’Eure, avec une pluviométrie beaucoup plus faible que dans la plaine de Caen en raison du double effet d’abri provoqué par les collines du Bocage normand et par celles qui s’étendent sur un axe du Pays d'Auge au Perche.
Pour la période 1971-2000, la température annuelle moyenne est de 11 °C, avec  une amplitude thermique annuelle de 14 °C. Le cumul annuel moyen de précipitations est de 765 mm, avec 12 jours de précipitations en janvier et 8,1 jours en juillet. Pour la période 1991-2020, la température moyenne annuelle observée sur la station météorologique la plus proche, située sur la commune de Louviers à 11 km à vol d'oiseau, est de 11,8 °C et le cumul annuel moyen de précipitations est de 719,5 mm,. Pour l'avenir, les paramètres climatiques de la commune estimés pour 2050 selon différents scénarios d’émission de gaz à effet de serre sont consultables sur un site dédié publié par Météo-France en novembre 2022.

## Urbanisme

### Typologie
Au 1er janvier 2024, Criquebeuf-sur-Seine est catégorisée bourg rural, selon la nouvelle grille communale de densité à 7 niveaux définie par l'Insee en 2022.
Elle est située hors unité urbaine. Par ailleurs la commune fait partie de l'aire d'attraction de Rouen, dont elle est une commune de la couronne,. Cette aire, qui regroupe 317 communes, est catégorisée dans les aires de 200 000 à moins de 700 000 habitants,.

### Occupation des sols
L'occupation des sols de la commune, telle qu'elle ressort de la base de données européenne d’occupation biophysique des sols Corine Land Cover (CLC), est marquée par l'importance des forêts et milieux semi-naturels (38,2 % en 2018), en diminution par rapport à 1990 (41,4 %). La répartition détaillée en 2018 est la suivante : 
terres arables (29,1 %), forêts (28,8 %), mines, décharges et chantiers (10,6 %), milieux à végétation arbustive et/ou herbacée (9,4 %), zones industrielles ou commerciales et réseaux de communication (8,8 %), zones urbanisées (5,4 %), prairies (5,1 %), eaux continentales (2,7 %). L'évolution de l’occupation des sols de la commune et de ses infrastructures peut être observée sur les différentes représentations cartographiques du territoire : la carte de Cassini (XVIIIe siècle), la carte d'état-major (1820-1866) et les cartes ou photos aériennes de l'IGN pour la période actuelle (1950 à aujourd'hui).

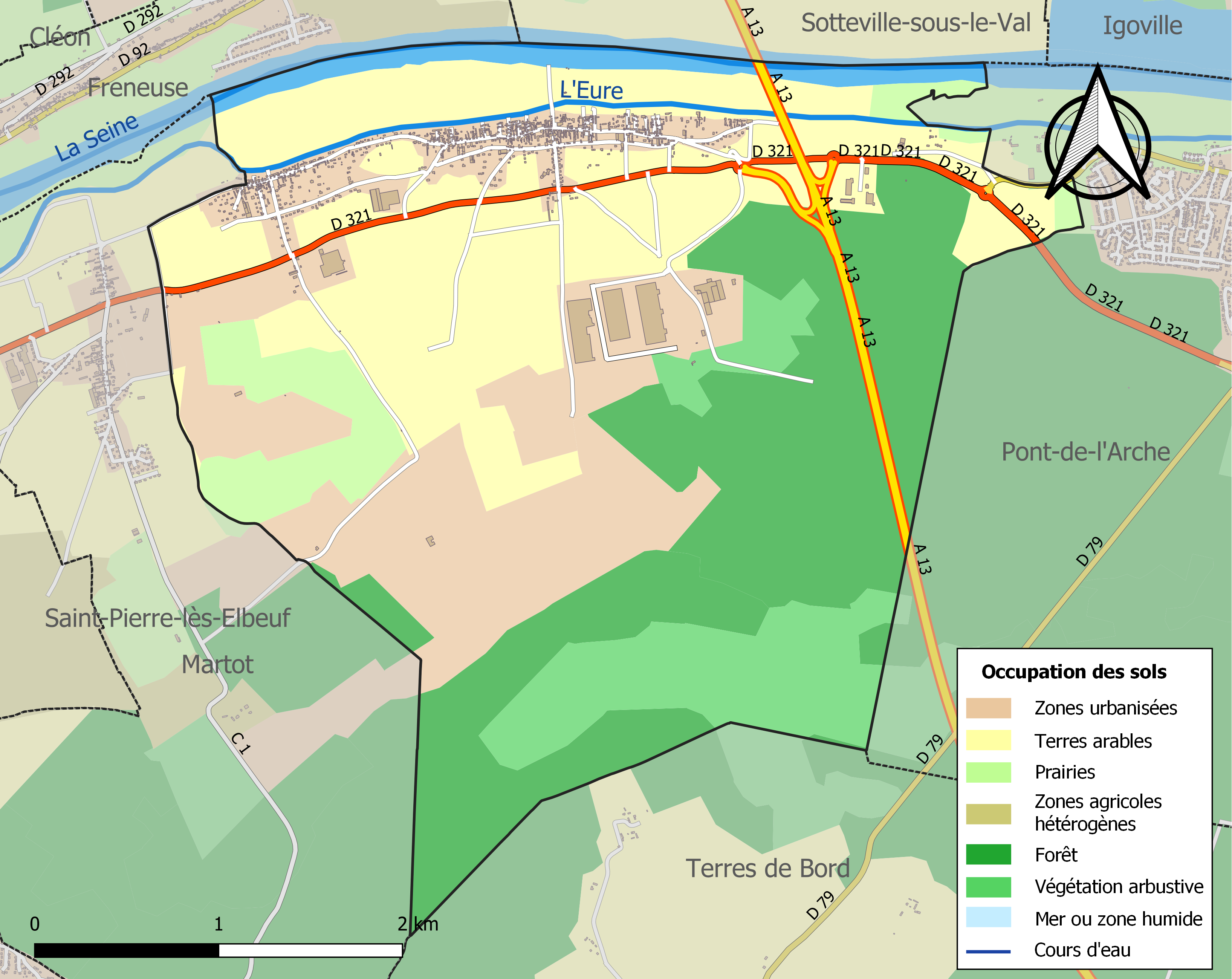
Carte des infrastructures et de l'occupation des sols de la commune en 2018 (CLC).

## Toponymie
Le nom de la localité est attesté sous les formes Crichebof de super Sequanam (Fauroux 58) ou Criquebot de supra Sequanam (cartulaire de Saint-Ouen)  en 1063; Crikboe en 1198 (charte de Richard Cœur de Lion); Criquebuef en 1277 (cartulaire de Bonport); Criquebotum en 1483; Cricquebuef en 1291 (livre des jurés de Saint-Ouen), Criquebotum en 1483.
François de Beaurepaire s'appuyant sur les travaux de Marie Fauroux, écrit -bof pour la forme la plus ancienne, alors qu’Ernest Poret lit -bot. L'un et l'autre sont toutefois compatibles avec l'explication traditionnelle qui considère que cet élément représente le scandinave buth / both auquel on donne le sens de « maison, village ». Il faut comprendre le vieux norrois búð cf. islandais búð, féroïen búð et sa variante de l'est (vieux danois) bóð (cf. anglais booth). Ils peuvent avoir les sens aussi divers que « baraque, échoppe, boutique, stand, cabine... ». François de Beaurepaire propose le sens de « village » qui en réalité ne semble pas attesté, mais qui a pu s'affirmer en Normandie sous l'influence de l'ancien scandinave býr « établissement > village » (toponymes en -by au Danemark et en Grande-Bretagne). Il compare en effet les noms en -beuf avec les noms de lieux en -by d'Angleterre : Kirkby, Kirby / Criquebeuf; Welby / Elbeuf (anciennement Welle-); Dalby / Daubeuf (anciennement Dal-).
Le premier élément Crique- représente l'ancien scandinave kirkja « église » (cf. islandais kirkja, même sens) déjà reconnu dans les Criquetot et les Kirkby britanniques.
Le déterminant complémentaire sur-Seine apparaît sous la forme latinisée d'un copiste dès la forme la plus ancienne, super Sequanam et permet de faire la distinction d'avec Criquebeuf-la-Campagne située seulement à une quinzaine de km et dont le déterminant se note plus tardivement. Il n'est cependant pas sûr que les deux toponymes aient exactement la même étymologie, étant donné les divergences dans les formes anciennes.

## Politique et administration
| Période                                  | Période   | Identité              | Étiquette                | Qualité              |
| ---------------------------------------- | --------- | --------------------- | ------------------------ | -------------------- |
|                                          |           |                       |                          |                      |
| 1792                                     | 1794      | Alexandre de la Folie |                          |                      |
| mars 1989                                | mars 2020 | Thierry DELAMARE      | UDF puis MODEM puis LREM | Retraité             |
| mars 2020                                | En cours  | Jérémy THIREZ         | SE                       | Fonctionnaire d'Etat |
| Les données manquantes sont à compléter. |           |                       |                          |                      |

## Démographie
L'évolution du nombre d'habitants est connue à travers les recensements de la population effectués dans la commune depuis 1793. Pour les communes de moins de 10 000 habitants, une enquête de recensement portant sur toute la population est réalisée tous les cinq ans, les populations de référence des années intermédiaires étant quant à elles estimées par interpolation ou extrapolation. Pour la commune, le premier recensement exhaustif entrant dans le cadre du nouveau dispositif a été réalisé en 2007.

En 2022, la commune comptait 1 537 habitants, en évolution de +7,63 % par rapport à 2016 (Eure : −0,25 %, France hors Mayotte : +2,11 %).
| 1793 | 1800 | 1806 | 1821  | 1831  | 1836  | 1841  | 1846  | 1851  |
| ---- | ---- | ---- | ----- | ----- | ----- | ----- | ----- | ----- |
| 950  | 950  | 960  | 1 045 | 1 202 | 1 234 | 1 212 | 1 244 | 1 263 |

| 1856  | 1861  | 1866  | 1872  | 1876  | 1881  | 1886  | 1891  | 1896  |
| ----- | ----- | ----- | ----- | ----- | ----- | ----- | ----- | ----- |
| 1 221 | 1 218 | 1 226 | 1 143 | 1 133 | 1 181 | 1 136 | 1 079 | 1 041 |

| 1901  | 1906 | 1911 | 1921 | 1926 | 1931 | 1936 | 1946 | 1954 |
| ----- | ---- | ---- | ---- | ---- | ---- | ---- | ---- | ---- |
| 1 045 | 987  | 980  | 795  | 793  | 782  | 750  | 763  | 817  |

| 1962 | 1968 | 1975 | 1982  | 1990 | 1999  | 2006  | 2007  | 2012  |
| ---- | ---- | ---- | ----- | ---- | ----- | ----- | ----- | ----- |
| 906  | 954  | 956  | 1 044 | 970  | 1 036 | 1 123 | 1 135 | 1 224 |

| 2017  | 2022  | - | - | - | - | - | - | - |
| ----- | ----- | - | - | - | - | - | - | - |
| 1 449 | 1 537 | - | - | - | - | - | - | - |

## Culture locale et patrimoine

### Lieux et monuments
- Église Notre-Dame[26], XIVe siècle. Le diocèse catholique d'Évreux en est l'affectataire par l'intermédiaire de la paroisse Saint-Pierre-des-Deux-Rives qui dessert cette église.
- Maison Riquier[27], 57 ruelle de la Vicomté  Inscrit MH (1932).
- Prieuré de cisterciens Saint-Martin[28], pour mémoire.
- Viaduc de Criquebeuf et son échangeur associé reliant l'A13 et la RD 321.